# Wapen van Galmaarden

Wapen van Galmaarden

Het wapen van Galmaarden werd voor het eerst op 7 april 1819 aan de Vlaams-Brabantse gemeente Galmaarden toegekend. Dit wapen toonde een gouden staande leeuw met boven zijn poten een gouden G op een blauw veld. Het huidige wapen is van 8 juli 1986 en is ontstaan na een fusie, dit wapen is gebaseerd op het wapen van Vollezele. De gemeentevlag is gelijk aan het wapen.

## Blazoenering
De blazoenering van het wapen luidt als volgt:
Gegeerd van tien stukken van zilver en van sabel, de geren van sabel beladen met drie herkruiste kruisjes met spitse voet van goud; hartschild: in lazuur een gaande [aanziende] leeuw van goud.
Het wapen is in tien gelijke stukken van zilver en zwart verdeeld, vergelijkbaar met een taart. De zwarte stukken hebben elk drie kruisen waarvan elke arm ook een kruis is. De voeten van de kruisen zijn versmald. Over alle geren heen een blauw hartschild met daarop een gouden lopende leeuw. De leeuw kijkt naar de toeschouwer.

## Geschiedenis
Het oude wapen van Galmaarden toonde een gouden leeuw staande op zijn achterpoten met een gouden G in de rechterbovenhoek (voor de kijker links). Dit wapen werd op 31 oktober 1818 aan de toenmalige gemeente Galmaarden toegekend. Omdat dit nog tijdens het Verenigd Koninkrijk der Nederlanden gebeurde en er geen kleuren waren gespecificeerd waren de kleuren de zogenaamde Nassause kleuren. Dit wapen is in aangepaste vorm als hartschild op het nieuwe wapen geplaatst. Het hartschild is gebaseerd op een zegel uit 1580 waarop een gaande (lopende) aanziende leeuw staat. Omdat er geen oude kleuren bekend waren zijn die wel behouden. De kleuren blauw en goud waren eveneens de kleuren van de familie Richardot die Galmaarden bezaten tussen 1606 en midden 18e eeuw.
Het wapen is samengesteld uit het oude wapen van Vollezele en als hartschild een wapen dat is afgeleid van het oude wapen van Galmaarden.

## Vergelijkbare wapens

Het wapen van Pepingen
Het wapen van Sint-Pieters-Kapelle
Het wapen van Herne
Het wapen van Edingen